# Aschamalmite
L'aschamalmite è un minerale.